# Балкарський національний округ

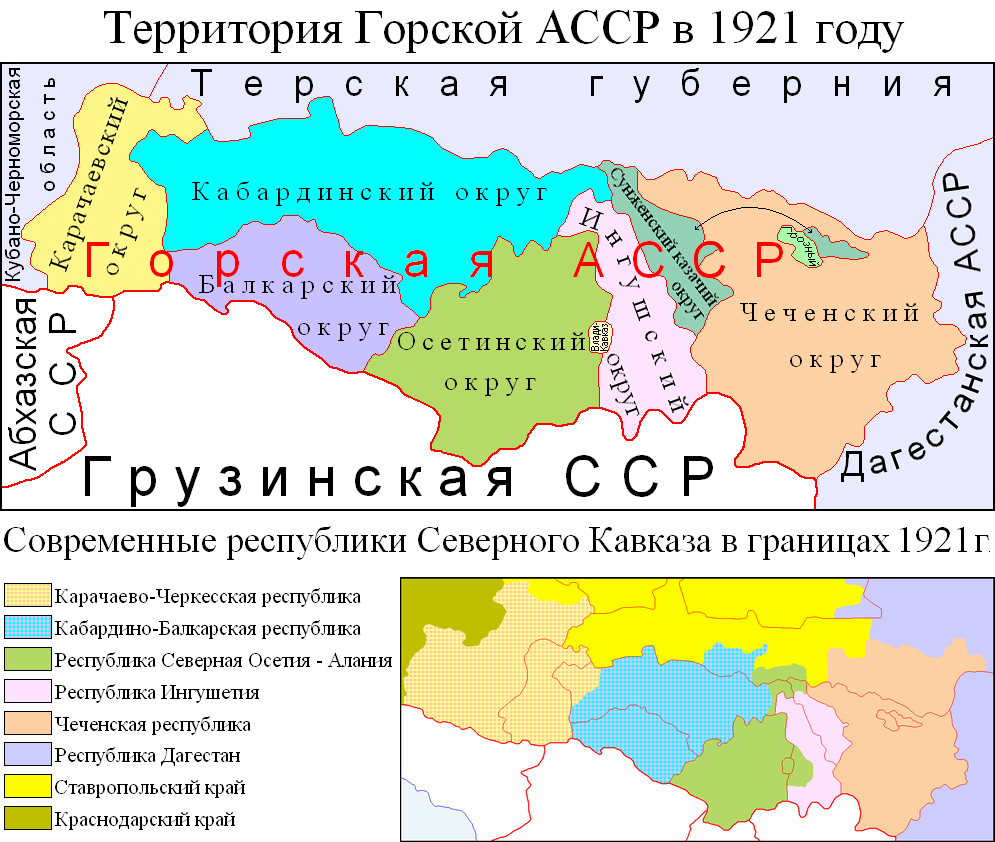
Горська АРСР

Балкарський національний округ — один з шести округів Горської Автономної РСР. Організований на підставі декрету ВЦВК від 20 січня 1921 року. Але саме утворення шести округів у складі Горської АРСР було проголошено на З'їзді народів Терека 19 листопада 1920 р.

## Окружні з'їзди
- I окружний з'їзд Рад Балкарського округу (Нальчик, 6-8 квітня 1921 р.), голова Магомет Енеєв. Були присутні 71 делегат від селищ Балкарії й представники від Кабардинського виконкому Бетал Калмиков, Прохоров, Хобаев й члени Балкарського партбюро Кучумов й Макаров.
- II окружний з'їзд Рад Балкарського округу (Нальчик, 8–? листопада 1921 р.)

## Керівники
- Хаджі-Бекір Цефеллеуович Жангуразов — 12 березня — 8 квітня 1921 року, обраний на засіданні Нальчицького окрвиконкому[2]
- Магомет Алієвич Енеєв — 8 квітня 1921 — 16 січня 1922 р, обраний на I окружному з'їзді. Продовжив очолювати округ у складі Кабардино-Балкарської АТ до 20 вересня 1922 року. Після, округ очолив Ако Гемуєв, який пропрацював на цій посаді 4 роки.

## Населення
- Балкарці
- Кабардинці
- Росіяни
- Українці

## Перетворення
Через великі внутрішні суперечки існування Горської АРСР було нетривалим й вже через рік, 16 січня 1922 року декретом ВЦВК з неї був виділений Балкарський округ, що разом з Кабардинським АО перетворений у Кабардино-Балкарську автономну область у складі Південно-Східної області (з 1924 р. - Північно-Кавказького краю) РРФСР.